# Bromelia palmeri
Espèce
Synonymes
- Bromelia mucronata Mez

Bromelia palmeri est une espèce de plantes tropicales de la famille des Bromeliaceae, endémique du Mexique.

## Synonymes
- Bromelia mucronata Mez

## Distribution
L'espèce est endémique du sud-ouest du Mexique.

## Description
L'espèce est hémicryptophyte.